# Halowe Mistrzostwa Świata w Lekkoatletyce 2022 – skok wzwyż mężczyzn
Skok wzwyż mężczyzn – jedna z konkurencji technicznych rozgrywanych podczas halowych lekkoatletycznych mistrzostw świata w Štark Arena w Belgradzie.
Tytułu mistrzowskiego z 2018 nie broni Danił Łysienko.

## Terminarz
| Data     | Godzina |       |
| -------- | ------- | ----- |
| 20 marca | 10:45   | Finał |

## Rekordy
W poniższej tabeli przedstawiono (według stanu przed rozpoczęciem mistrzostw) halowe rekordy świata, poszczególnych kontynentów, halowych mistrzostw świata oraz najlepszy wynik na listach światowych w 2022.
|                                   | Zawodnik           | Wynik | Miejsce   | Data                |
| --------------------------------- | ------------------ | ----- | --------- | ------------------- |
| Halowy rekord świata              | Javier Sotomayor   | 2,43  | Budapeszt | 4 marca 1989(dts)   |
| Rekord halowych mistrzostw świata | Javier Sotomayor   | 2,43  | Budapeszt | 4 marca 1989(dts)   |
| Halowy rekord Afryki              | Anthony Idiata     | 2,32  | Patras    | 15 lutego 2000(dts) |
| Halowy rekord Ameryki Południowej | Gilmar Mayo        | 2,27  | Pireus    | 24 lutego 1999(dts) |
| Halowy rekord Ameryki Północnej   | Javier Sotomayor   | 2,43  | Budapeszt | 4 marca 1989(dts)   |
| Halowy rekord Australii i Oceanii | Tim Forsyth        | 2,33  | Balingen  | 16 lutego 1997(dts) |
| Halowy rekord Azji                | Mutazz Isa Barszim | 2,41  | Athlone   | 18 lutego 2015(dts) |
| Halowy rekord Europy              | Carlo Thränhardt   | 2,42  | Berlin    | 26 lutego 1998(dts) |
| Halowy rekord Europy              | Iwan Uchow         | 2,42  | Praga     | 25 lutego 2014(dts) |
| Listy światowe                    | Woo Sang-hyeok     | 2,36  | Hustopeče | 5 lutego 2022(dts)  |

## Wyniki
| WR – rekord świata \| CR – rekord mistrzostw świata \| NR – rekord kraju \| AR – rekord kontynentu \| WL – najlepszy wynik na listach światowych w sezonie 2022 \| SB – najlepszy wynik w sezonie \| PB – rekord życiowy |

### Finał
Źródło: World Athletics.
| Pozycja | Zawodnik          | Reprezentacja     | 2,15 | 2,20 | 2,24 | 2,28 | 2,31 | 2,34 | 2,37 | Wynik | Uwagi |
| ------- | ----------------- | ----------------- | ---- | ---- | ---- | ---- | ---- | ---- | ---- | ----- | ----- |
| 01 !    | Woo Sang-hyeok    | Korea Południowa  | –    | o    | o    | o    | xxo  | o    | xx-  | 2,34  |       |
| 02 !    | Loïc Gasch        | Szwajcaria        | o    | o    | o    | o    | xo   | xxx  |      | 2,31  | PB    |
| 03 !    | Gianmarco Tamberi | Włochy            | o    | o    | xo   | o    | xo   | xxx  |      | 2,31  | SB    |
| 03 !    | Hamish Kerr       | Nowa Zelandia     | xo   | o    | o    | o    | xo   | xxx  |      | 2,31  | NR    |
| 5.      | Thiago Moura      | Brazylia          | o    | xo   | xo   | xo   | xo   | xxx  |      | 2,31  | AR    |
| 6.      | Thomas Carmoy     | Belgia            | o    | o    | xxo  | xxo  | xxx  |      |      | 2,28  | PB    |
| 7.      | Fernando Ferreira | Brazylia          | o    | o    | o    | xxx  |      |      |      | 2,24  | SB    |
| 7.      | Edgar Rivera      | Meksyk            | o    | o    | o    | xxx  |      |      |      | 2,24  | SB    |
| 9.      | Norbert Kobielski | Polska            | o    | o    | xxo  | xxx  |      |      |      | 2,24  |       |
| 10.     | Darryl Sullivan   | Stany Zjednoczone | xo   | o    | xxo  | xxx  |      |      |      | 2,24  |       |
| 11.     | Donald Thomas     | Bahamy            | o    | xo   | xxx  |      |      |      |      | 2,20  |       |
| 12.     | Naoto Tobe        | Japonia           | o    | xxx  |      |      |      |      |      | 2,15  |       |